# Andrew Jackson Houston

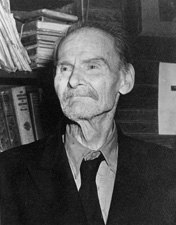
Andrew Jackson Houston (1941)

Andrew Jackson Houston (* 21. Juni 1854 in Independence, Washington County, Texas; † 26. Juni 1941 in Baltimore, Maryland) war ein US-amerikanischer Rechtsanwalt und Politiker. Sein Vater war der ehemalige Präsident der Republik Texas, Sam Houston.

## Leben
Houston, der von seinem Vater nach dessen Mentor, dem einstigen US-Präsidenten Andrew Jackson, benannt wurde, erhielt eine Ausbildung an mehreren Militärakademien und Universitäten, darunter West Point und die Baylor University. Er studierte Jura und wurde 1876 in die Anwaltskammer aufgenommen. Als Anwalt arbeitete er zunächst in Tyler, später in Dallas und Beaumont. In der Folge übte er aber auch zahlreiche andere Tätigkeiten aus; unter anderem diente er als Colonel in der Nationalgarde von Texas und als United States Marshal für den östlichen Distrikt von Texas.

## Politik
Politisch aktiv wurde er erstmals 1892, als ihm die Gouverneurskandidatur der Lily-White Republicans angetragen wurde, einer Faktion der zu diesem Zeitpunkt intern gespaltenen Republikaner. Houston nahm das Angebot an, in der Gewissheit, dass er keine Chance hatte; mit 0,3 Prozent der Stimmen belegte er den fünften Platz. 1898 und 1904 war er Kandidat der wieder vereinigten Republikaner für den Kongress, unterlag aber jeweils deutlich. Später trat er noch zweimal (1910 und 1918) als Anwärter auf das Gouverneursamt von Texas an; beide Male kandidierte er erfolglos für die Prohibition Party. Nach der zweiten Kandidatur, die ihm den fünften Platz einbrachte, ging er in den Ruhestand und widmete sich seinen privaten historischen Studien.
Dieser Ruhestand endete plötzlich im Jahr 1941, als der texanische US-Senator Morris Sheppard verstarb und ein kommissarischer Nachfolger gesucht wurde. Die Wahl von Gouverneur W. Lee O’Daniel fiel auf den inzwischen zu den Demokraten gewechselten Andrew Jackson Houston, da er wusste, dass der 86-Jährige kein Interesse haben würde, bei der folgenden Nachwahl anzutreten. Als Houston am 21. April 1941 vereidigt wurde, war er der älteste Mann, der jemals Senatsmitglied wurde; älter war nur die beim Amtsantritt 87-jährige Rebecca Ann Latimer Felton. Zu diesem Zeitpunkt lag es 82 Jahre zurück, dass sein Vater dem Senat angehört hatte.
Houston hätte Sheppards bis 1943 dauernde Amtsperiode beenden sollen, verstarb aber bereits am 26. Juni desselben Jahres, fünf Tage nach seinem 87. Geburtstag. Bis dahin hatte er nur an einer Ausschusssitzung des Senats teilgenommen. Er war einer von vier Politikern, die zu dem Zeitpunkt, als sie der jeweils älteste noch lebende US-Senator waren, selbst der Kammer angehörten; die anderen waren William Samuel Johnson, Edmund Pettus und Strom Thurmond; im Gegensatz zu ihnen galt dies für Houston aber schon zum Zeitpunkt seines Einzugs in den Senat.